# Псеудотахилит
Псеудотахилит је кохезивна стакласта или веома финозрна раседна стена која је састављена од изузетно ситнозрног или стакластог матрикса који обично садржи инклузије фрагмената околних стена. Псеудотахилити се обично јављају у облику жица. Црне су боје и стакластог изгледа. Ова стена често има изглед сличан базалтном стаклу, тахилиту, на основу чега је и добила назив. У највећем броју случајева, стакласта маса је комплетно девитрификована у веома финозрни материјал са радијалним или концентричним распоредом кристала. Ова стена обично садржи кристале са текстурама мржњења, које указују на то да су кристали тек почели да кристалишу из растопа.

## Настанак

### Сеизмичко раседање
Псеудотахилит је стена која се обично јавља или дуж раседних површи, често као матрикс брече, или као жична стена у зидовима раседних блокова. У највећем броју случајева постоје добри показатељи да се псеудотахилит формира фрикционим стапањем околних стена током брзог кретања по раседу које узрокује и сеизмички догађај (земљотрес) Због овога се ова стена назива и фосилом земљотреса. Због овога се ова стена назива и фосилом земљотреса. Дебљина зоне псеудотахилита обично може да послужи за одређивање магнитуде раседања и генерално гледано и магнитуде палеосеизмичког догађаја.

### Клизишта
Псеудотахилити се такође могу наћи и у основи неких великих клизишта, што указује на то да се ове стене могу формирати и кретањем већих кохерентних блокова.

### Импактне структуре
Псеудотахилит такође може да се формира и уз импактне структуре, као што су кратери. Током импактног догађаја, стапање је део ефеката шок метатморфизма. Жице псеудотахилита које настају на овај начин су много веће него оне које се формирају дуж раседа. За њих се сматра да се стварају фрикционим ефектима на дну кратера и испод самог кратера током иницијалне компресионе фазе импакта и пратећег формирања централног издигнућа.